# Ranchito de Paredones
Ranchito de Paredones är en ort i Mexiko.   Den ligger i kommunen Valle de Santiago och delstaten Guanajuato, i den centrala delen av landet, 240 km väster om huvudstaden Mexico City. Ranchito de Paredones ligger 1 722 meter över havet och antalet invånare är 101.
Terrängen runt Ranchito de Paredones är kuperad åt sydväst, men åt nordost är den platt. Runt Ranchito de Paredones är det ganska tätbefolkat, med 166 invånare per kvadratkilometer. Närmaste större samhälle är Salamanca, 19,0 km norr om Ranchito de Paredones. Trakten runt Ranchito de Paredones består till största delen av jordbruksmark.